# Aleksandrovac (Babušnica)
Pour les articles homonymes, voir Aleksandrovac (homonymie).
Aleksandrovac (en serbe cyrillique : Александровац) est un village de Serbie situé dans la municipalité de Babušnica, district de Pirot. Au recensement de 2011, il comptait 54 habitants.

## Démographie
| 1948 | 1953 | 1961 | 1971 | 1981 | 1991 | 2002 | 2011 |
| ---- | ---- | ---- | ---- | ---- | ---- | ---- | ---- |
| 173  | 192  | 190  | 153  | 124  | 104  | 71   | 54   |

|  |